# Domingo Báñez

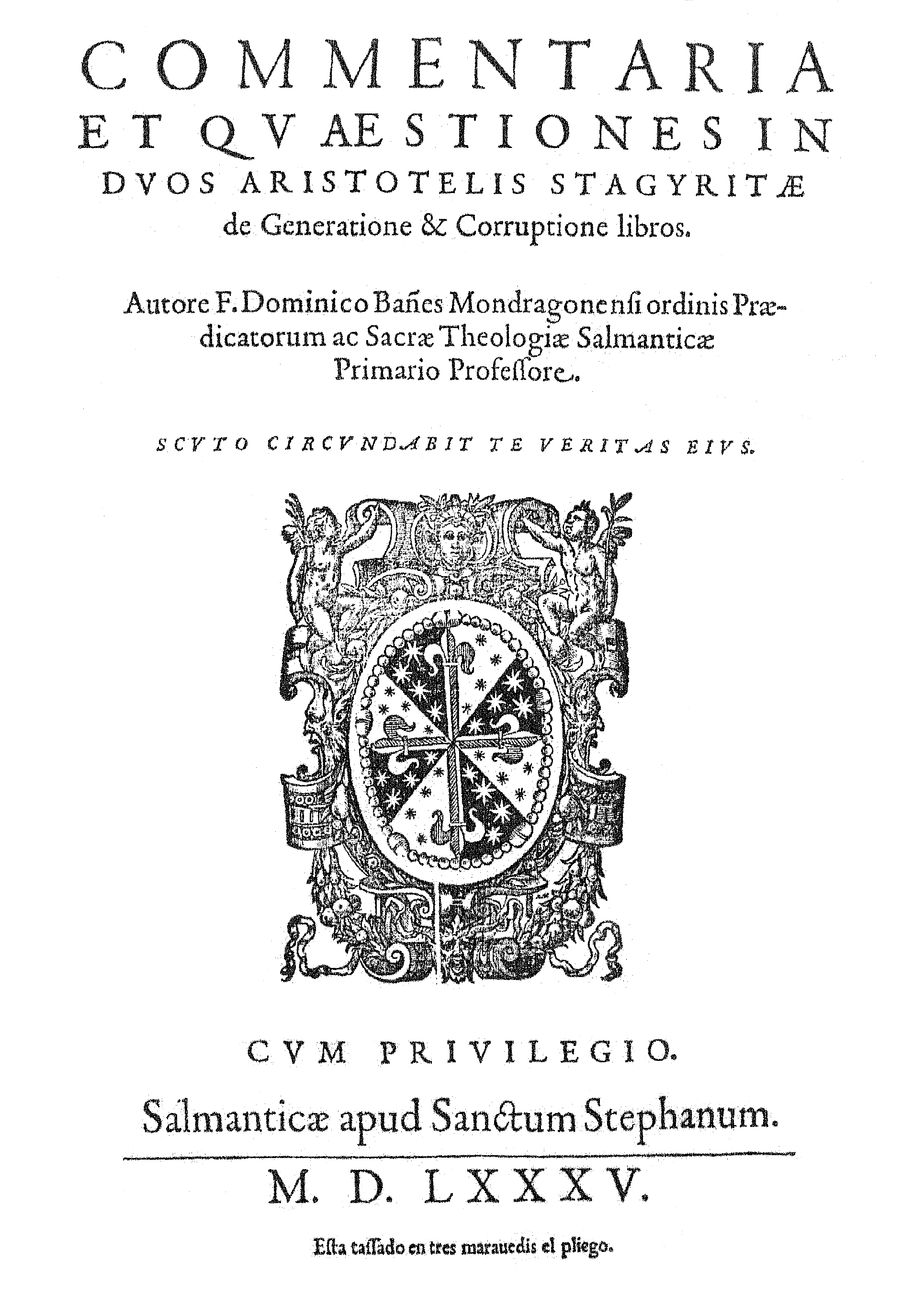
Commentaria et quaestiones in duos Aristotelis Stagyritae De generatione & corruptione libros (1585).

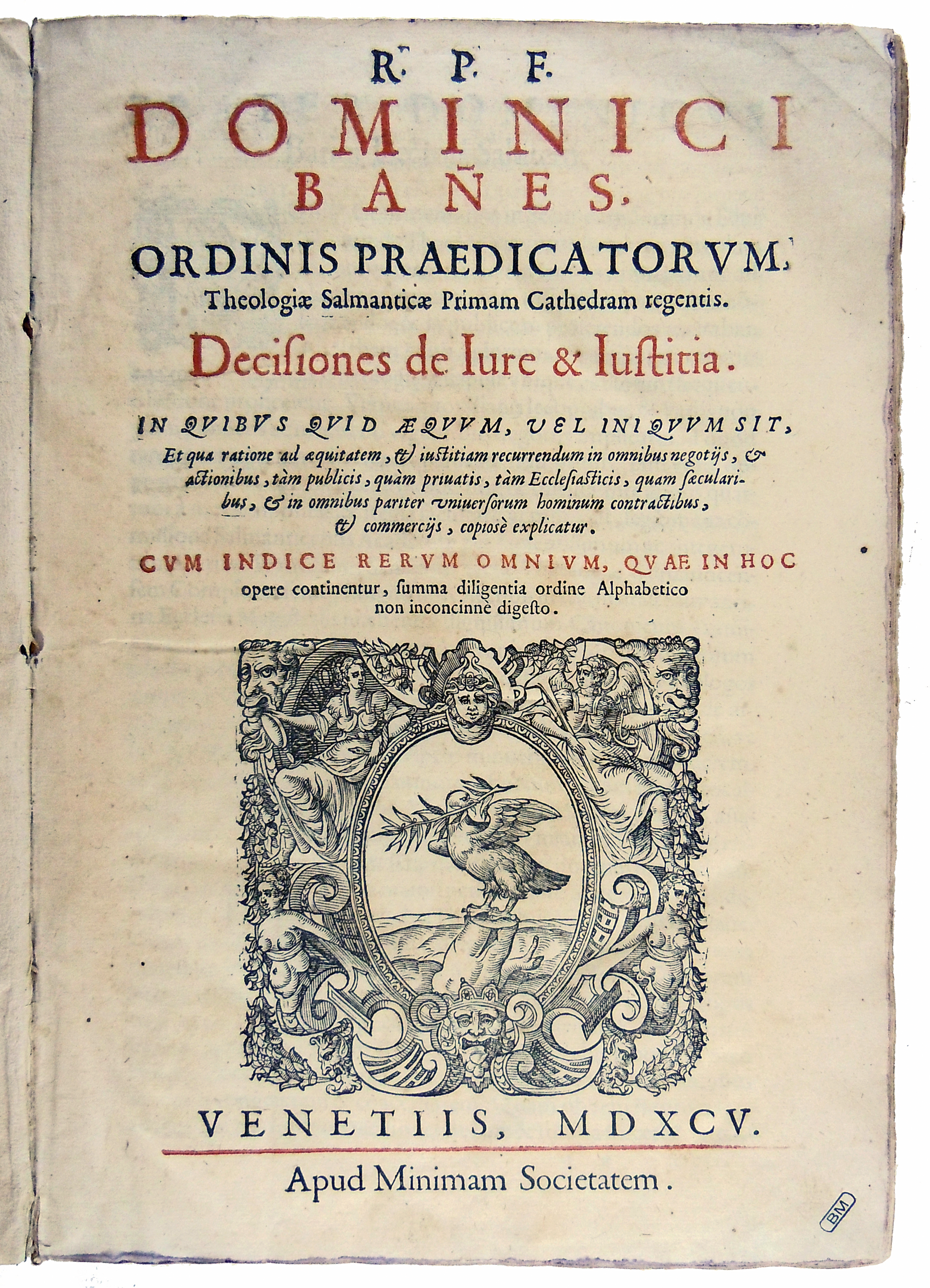
Decisiones de Iure & Iustitia, 1595 (Milano, Fondazione Mansutti)

Commentaria in secundam secundae D. Thomae, 1586

Domingo Báñez (auch Váñez oder Ibáñez; * 29. Februar 1528 in Medina del Campo, Altkastilien; † 22. Oktober 1604 ebenda) war ein spanischer Dominikaner, Theologe, Beichtvater der heiligen Theresia von Avila.

## Leben
Mit 15 Jahren begann er bereits sein Philosophiestudium in der Universität von Salamanca. 1546 konvertierte er in das Dominikanerkloster St. Stephan und versah ab 1551 das Lehramt Philosophie und Theologie. Am 3. Mai 1547 wurde er Hochschullehrer. In den Jahren 1561 bis 1566 war Báñez beschäftigt als Professor am Dominikanerkolleg in Ávila. Unter anderem war er dort auch der Beichtvater der hl. Theresia und begleitete sie als geistlicher Berater bis zu ihrem Tod im Jahr 1582. Von 1567 bis 1573 war er Professor an der Universität Alcalá, dann Regens und einem Professorenamt am Ordenskolleg St. Gregor in Valladolid und ab 1577 bis zu seinem Ruhestand an der Universität Salamanca. 
Bekannt durch seine Gnadenlehre, welche der Lehre von Luis de Molina entgegentrat, war Báñez einer der führenden Theologen der spanischen Spätscholastik des 16. Jahrhunderts. Seine Ansichten waren Hauptstreitpunkte zwischen Thomismus und Molinismus.

## Werkauswahl
- Scholastica Commentariam in D. Thomam, 1586;
- De iure et iusticia decisiones. Salamanca 1594;
- Scholastica Commentaria / Avctore F. Dominico Banes Mondragonensi, Ordinis Pr[a]edic. in ... Salmanticensi Academia ... Professore. - Dvaci : Borremans, 1614.  Digitalisierte Ausgabe der Universitäts- und Landesbibliothek Düsseldorf
- B. de Heredia, D. Báñez 0. P. Commentarios inéditos a la Prima secundae de santo Tómas, III: De gratia Dei, Madrid 1948;
- Relictio de merito et augmento charitatis, 1950;
- Apologia fratrum Praed. in prov. Hispaniae s. theol. professorum adv. novas quasdam assertiones cuiusdam doctoris Ludovici Molinae nuncupati, 1595.
- Respuesta contra una relación compuesta por los padres de la compañia de Jesus de Valladolid, Medina del Campo 1602, manuscript, Dominican Library, Avila.